# Marc Chorney
Marcus P. Chorney (Thunder Bay, 8 novembre 1959) è un ex hockeista su ghiaccio canadese.
Anche suo figlio Taylor è un giocatore di hockey su ghiaccio professionista.

## Carriera
Marc Chorney si formò giocando negli Stati Uniti presso la University of North Dakota dal 1977 al 1981, conquistando premi individuali e il titolo nazionale della NCAA nella stagione 1979-1980. Già nel 1979 Chorney fu scelto nell'NHL Entry Draft al sesto giro dai Pittsburgh Penguins.
Chorney esordì con la maglia dei Penguins in National Hockey League già alla fine della stagione 1980-1981, durante i playoff della Stanley Cup. In occasione del suo primo match segnò una rete al primo tiro diretto in porta. In totale Chorney giocò a Pittsburgh 146 partite fino all'autunno del 1983, quando fu ceduto per il resto della stagione ai Los Angeles Kings. Rimasto free agent firmò un contratto con i Washington Capitals, tuttavia fu tagliato prima dell'inizio della stagione. Concluse la carriera agonistica nel 1985 dopo aver giocato in American Hockey League con i Binghamton Whalers.

## Palmarès

### Club
- NCAA Championship: 1

U. of North Dakota: 1979-1980

### Individuale
- WCHA First All-Star Team: 1

1980-1981
- WCHA Second All-Star Team: 1

1979-1980